# Newberyite
La newberyite è un minerale.